# Boleslau III da Polónia
Boleslau III da Polónia, o Boca-Torta (em polaco: Bolesław Krzywousty; 20 de Agosto de 1086 — 28 de Outubro de 1138) foi Grão-Duque da Polónia entre os anos de 1102 e 1138, ano da sua morte. 
Durante a guerra que travou com a Hungria, foi derrotado pelo rei Bela II da Hungria, o Cego (1110 — 13 de fevereiro de 1141). No seu testamento conhecido como o Testamento de Bolesław III Krzywousty repartiu a Polónia pelos seus filhos.

## Relações familiares
Foi filho de Ladislau I da Polónia e de Judite da Boêmia (c. 1056-1058 - 25 de dezembro de 1086), filha de Bratislau II da Boémia (1032 - 14 de janeiro de 1092) e de Adelaide da Hungria (c. 1040 - 1062).
Casou por duas vezes, a primeira em 15 de novembro de 1102 com Zbislava de Quieve filha do grão-príncipe Esvetopolco II de Quieve (1050 — 16 de abril de 1113) e de Helena da Boémia, de quem teve:
1. Vladislau II da Polónia "O Desterrado", duque da Polónia (1105 — Saxónia, Castelo de Altemburgo 30 de Maio de 1159). Casou em 1125 com Inês de Áustria (1111 — 1157), filha de Leopoldo III da Áustria, marquês da Áustria e de Inês de frança.

O segundo casamento foi com Salomé de Berg (? — 27 de Junho de 1144) filha de Henrique I de Berg e de Adelaide de Mochental, de quem teve:
1. Rikissa da Polónia (12 de Abril de 1116 — 1155) que pelos seus casamentos foi rainha da Suécia, e rainha da Dinamarca, uma vez que foi casada por três vezes, o primeiro casamento foi com Magno I, rei da Dinamarca, o segundo com Volodar de Minsque, príncipe de Minsque e o terceiro com Suérquero I da Suécia, Rei da Suécia.
2. Boleslau IV (1125 — 1173) "O encaracolado", duque da Masóvia e de Cracóvia, casado com Vierchoslava da Novogárdia.
3. Miecislau III "O velho" (1126 — 1202), duque da Polónia e casado com Elisabete da Hungria (1129 - 1155).
4. Henrique Sandomierz (? — 1166).
5. Casimiro II "O justo" (1138 — 5 de Maio de 1194), duque de Cracóvia, casado com Helena de Quieve.